# Ол.Ів.'Є
Ол.Ів.'Є — український музичний проєкт, участь у якому брали Олександр Положинський (засновник та колишній вокаліст гурту Тартак та проєкту Був'є) та Іван Марунич (вокаліст гурту KARTA SVITU, відомий блогер). Проєкт існував протягом 2019-2021 років.

## Створення та творчість
Сашко Положинський та Іван Марунич є гравцями футбольної команди  артистів "Маєстро". Хлопці виконували та записували на телефон декілька пісень Тартака, перебуваючи у Волновасі після концертів для військових, та вирішили створити новий проєкт, під час якого будуть записуватись нові пісні на телефон під гітару.  
В репертуарі експериментального проєкту є ліричні пісні «Маяки» і «Врятуй мене, сестро», сатиричні пісні, зокрема: «Не сподівайтеся позбутися книжок». Ось як про пісні каже Сашко Положинський:

| "Є певна кількість написаних пісень, які покриваються пилом: не дуже пасують ні для «Був’є», ні для Тартака, але їм теж хочеться жити. Такі пісні були і в мене, і в Івана. 11 травня ми просто сіли і 11 пісень записали.".[2] |

Експериментальність проєкту полягає в тому, що пісні записувалися на відеокамеру телефону за один раз або з першого-другого дубля і без підготовки. Традиційно пісні гурту розміщувались в мережі Інтернет щосуботи.
Назва гурту є результатом поєднання перших літер імен Олександр та Іван, та алюзією на "Був’є".
1 листопада 2019 року гурт запустив краудфандингову кампанію на запис пісень у студійній якості. Сашко Положинський каже: 
| "Якщо людям захочеться, щоб ми записували свої пісні у хорошій студійній якості, то вони будуть нам кидати якісь гроші, і ми їх будемо витрачати на запис. Якщо виявиться, що людям це не потрібно, значить не буде запису, і все буде існувати в інтернет відео варіанті.".[4] |
Через насичені графіки учасників гурту у 2019 році вони не мали можливість організовувати живий концерт гурту. Проте під час концерту гурту NRavitsa Planet відбулася прем’єра декількох пісень гурту Ол.Ів.'Є, зокрема: «Не сподівайтеся позбутися книжок»; «Ой, та невже?»;  «Маяки», присвячена другу учасників гурту,  волонтеру та мандрівнику Степаничу (Юрію Тирі).
05 лютого 2020 року Олександр Положинський вийшов з гуртів Тартак і "Був’є", а за гурт Ол.Ів.'Є зазначив, що "там і так нічого не відбувається...".  Надалі в інтерв'ю для програми "Український контекст" він зазначив, що проєкт  Ол.Ів.'Є дасть можливість реалізовуватися йому як музиканту.
Пісні проєкту його учасники взяли у репертуар своїх самостійних гуртів. Так Іван Марунич у 2020 році на фестивалі «Бандерштат» з гуртом виконав пісню "Свято", "Премія, "Фестиваль" та ін. Вони увійшли у концертну програму гурту Karta Svitu. Олександр Положинський виконує частину пісень в свому проєкті "Олександр Положинський та "Три Троянди"", зокрема пісні "Маяки", "Небо лікує всіх" та "Записничок".
Проєкт в соцмережі TikTok (посилання).
29 травня 2021 року учасники проєкту піснею "Сумно-Весела Пісня" оголосив про припинення свого існування.
20 квітня 2024 року тимчасово відновили діяльність проекту організували благодійний акустичний онлайн-концерт (перша частина концерту) для збору на Сили безпеки й оборони України. Онлайн-концерт продовжився з друзями співаків (друга частина концерту) із гуртів Фіолет, Роллікс, Крихітка, Mari Cheba .    .

## Альбоми і сингли

### Студійні сингли
11 травня 2020 року проєкт Ол.Ів.'Є презентував перший студійний сингл "Маяки", який потрапив у ротації українських радіостанцій.
5 червня 2020 року у Всесвітній день захисту довкілля презентовано другий студійний запис "Free Svydovets" на підтримку руху за збереження гірського масиву Свидовець у Карпатах.
9 листопада 2020 року на День української писемності та мови проєкт Ол.Ів.'Є презентував третій синґл "Небо Лікує Всіх".
Також в студійній якості записані такі пісні з різних альбомів проєкту: Не Сподівайтеся Позбутися Книжок; Врятуй Мене, Сестро!; Там, Де Ти...; Бойові Коти; Музика; Богема Та Еліта; Немов Невгамовний. Загалом ці пісні увійшли в альбом "СТУДІЙКИ" .

### Альбом "АКУСТИКА"
11 травня 2021 року до дворіччя існування проєкт презентував альбом "Акустика", до якого увійшли 50 пісень з попередніх альбомів, записаних в студійній якості. Окрім солістів проєкту над альбомом працювали  Олексій Шманьов (запис, зведення, мастеринг, бек-вокал), Володимир Лемперт (генеральний продюсер), Анна Охматенко (візуальне оформлення), Роман Сорока (запис голосу, беквокал). З виданням цього альбому проєкт призупинив існування для того щоб солісти зосередились на власних проєктах, зокрема Karta Svitu (Іван Марунич) та Олександр Положинський і "Три троянди".
Друга частина альбому "Акустика" була перезентована 28 травня 2021 року.

### Альбоми, записані на телефон

#### Альбом №1
Перший відеоальбом був записаний у Києві. Ось як про запис альбому каже Іван Марунич:
| "Перший раз зібралися у Києві — Олександр Євгенович приносить якісь напрацювання текстів і мелодій, я (у мене є там своя квота пісень). Сідаємо і за один раз записуємо пісні. Перший раз їх вийшло 11 і ми вирішили, що це — магічна цифра і це у нас буде перший альбом. І кожної суботи о 9:00, що б там не було, ми випускаємо нову пісню.".[3] |
До альбому входять такі пісні: Відео; Маяки; Не сподівайтеся позбутися книжок; Ой, та невже?; Протату; Врятуй мене, сестро!; Записничок;Друг.

#### Альбом №2
Другий відеоальбом був записаний під час поїздки у Карпати. До нього також увійшло 11 пісень.
До альбому входять такі пісні: Ми їдемо писати альбом!; Ми їдемо в тур!; Грошей нема і не буде; Я слухаю рок; Квоти; Немов невгамовний;Ви всі втекли; Вальс кохання; Змісту немає

#### Альбом №3
Третій відеоальбом гурт записав під час невеличкого туру в Нідерландах на сторічному баркасі у Фрисландії.
До альбому входять такі пісні:  Три троянди; Ідея; Депресія; П'яток; Небо лікує всіх; Кінь; Приставуча; Огірок; Каністри; Там, де ти....
Під час подорожі учасники гурту заспівали під піаніно одну з  пісень "Маяки" на вокзалі містечка Леуварден.

#### Альбом №4
Четвертий відеоальбом гурт почав записувати в умовах карантину під час COVID-19. Перша пісня була розміщена в мережі Інтернет 9 трав. 2020 р.
До альбому входять такі пісні: Та й не переживай; Кайфово; Спорт проти насилля; Богема та еліта; Сумно-весела пісня; Клептоманія; ;Боли-боли!; Струмочки; Так не вистачає обіймів;

#### Альбом №5
В липні 2020 року Олександр Положинський оголосив про запис чергового відеоальбому проєкту. Перша пісня опублікована 25 липня 2020 року.
До альбому входять такі пісні: О, Маск!; Бойові коти; Придибашка; Тузік, ти де?; Музика; Карасі; Кеди; Снилися сни; Дванадцята ночі; Заповіт.

#### Альбом №6
В листопаді-грудні 2020 року дует Ол.Ів.'Є записав 6 та 7 акустичні відеоальбоми, перебуваючи у Африці, м. Марса-Алам. 
До альбому входять такі пісні: Аперитив; Нутелла; Лети...; Нещадні віруси; Я бачив тільки тебе; Подорож; Хризантеми; Пальне; Яблуко; Це на Новий рік.

#### Альбом № 7
До відеоальбому входять такі пісні:Розбиті траси; Запасний; Made in China; Ти не здатна зрозуміти мене; Життя це пошуки; Бонні й Клайд; Мурахи ніколи не сплять Випускний ‘2021. Те, чого ніхто не подарує

## Кліпи
Напередодні Дня Святого Валентина (12 лютого 2021 року) гурт презентував в мережі перший кліп на пісню "Три троянди", знятий в єгипетському місті Марса-Алам за участі інших відомих співаків: Ніна Матвієнко, Джамала, Тоня Матвієнко, Анна Добриднєва.

## Громадська діяльність
Учасники гурту — активні учасниками волонтерського руху. 
Так, вони записали відеокомпозицію та  підтримали  ініціативу проти забудови, ініціювали всеукраїнську інформаційну кампанію за збереження гірського масиву Свидовця (Free Svydovets).
З новими 2019 та 2020 роками учасники гурту (у 2020 році спільно з Арсен Мірзояном) вітали військових 128-ї ОГШБр. У червні 2020 року здійснили концертний тур до військових в зоні ООС та в місцях їх дислокації, зокрема 28-ї окремої механізованої бригади імені Лицарів Зимового Походу та військовослужбовців відділення прикордонної служби «Очаків».
Гурт в особі Івана Марунича  також записав "гімн карантину" пісню "Ну посиди", як реакцію на карантинні заходи  щодо COVID-19.